# Рудница (приток Мечи)
Рудница — река в России, протекает в городских округах Зарайск и Луховицы Московской области. Правый приток Мечи.
Берёт начало в районе деревни Рассохты. Течёт на север. На реке расположены деревни Рассохты, Нижнее Плуталово и Апонитищи. Устье реки находится в 43 км по правому берегу реки Меча, около деревни Кончаково. Длина реки Рудницы составляет 15 км.
По данным Государственного водного реестра России, относится к Окскому бассейновому округу. Речной бассейн — Ока, речной подбассейн — бассейны притоков Оки до впадения Мокши, водохозяйственный участок — Ока от города Коломны до города Рязани.